# Ctenophthalmus haagi
Ctenophthalmus haagi är en loppart som beskrevs av Hamilton Paul Traub 1950. Ctenophthalmus haagi ingår i släktet Ctenophthalmus och familjen mullvadsloppor. Inga underarter finns listade i Catalogue of Life.